# 코코플럼속
코코플럼속(coco plum屬, 학명: Chrysobalanus 크리소발라누스[*])은 코코플럼과의 속이다. 코코플럼을 비롯한 상록 관목 세 종으로 이루어져 있으며, 아프리카와 아메리카의 열대 지역에 분포한다.

## 하위 종
- 코코플럼(C. icaco L.)
- C. cuspidatus Griseb. ex Duss
- C. venezuelanus G.T.Prance